# Winkiel (gwara obozowa)

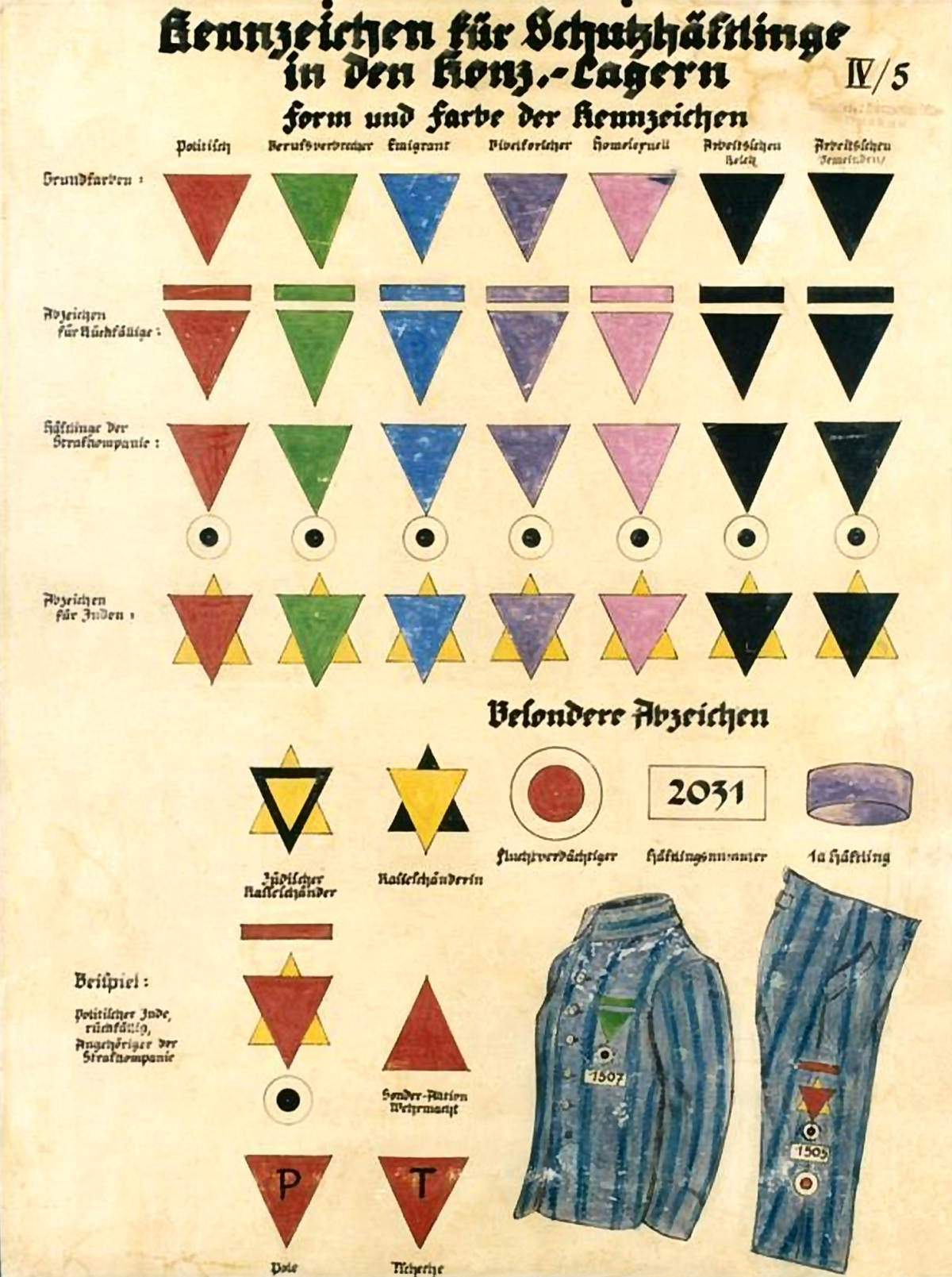
Tablica z oznaczeniami kategorii więźniów obozów koncentracyjnych

Winkiel (z niem. der Winkel – „kąt”) – trójkąt oznaczający kategorię więźnia, był naszywany wraz z numerem obozowym na pasiaku.
System oznakowania więźniów barwnymi trójkątami wprowadzono w niemieckim obozie koncentracyjnym KL Dachau, później został on przejęty w zbliżonej formie w innych obozach.
Trójkąt czerwony oznaczał więźniów politycznych, fioletowy trójkąt – Badaczy Pisma Świętego, trójkąt zielony – więźniów kryminalnych, trójkąt różowy – homoseksualistów, natomiast czarny – więźniów aspołecznych. Gwiazdę Dawida umieszczano – przez dodanie drugiego, żółtego trójkąta skierowanego w przeciwnym kierunku pod trójkątem zasadniczym – na pasiakach osób pochodzenia żydowskiego.
Pod winklem umieszczano ewentualne dodatkowe oznaczenia (np. karne komando) oraz numer więźnia.
Blokowi i kapo nosili kurtki z czerwonym pasem na plecach.

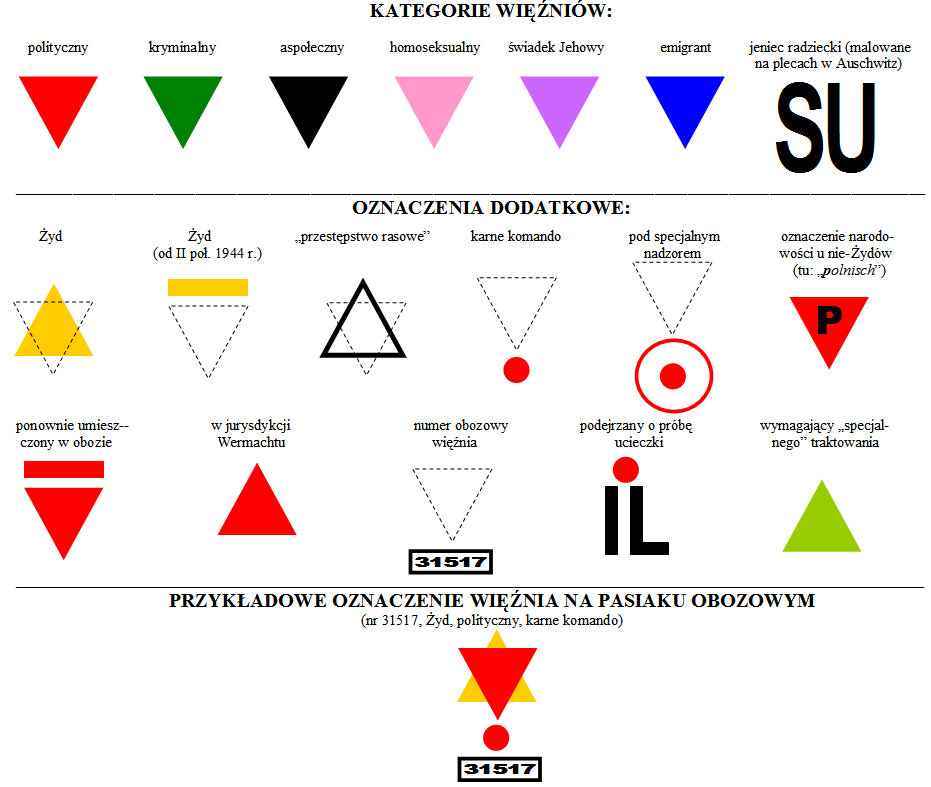